# Енганаево
Енганаево (на руски: Енганаево) е селище от градски тип в Русия, разположено в Чердаклински район, Уляновска област. Населението му през 1996 година е 1042 души.